# Лига правде Зака Снајдера
Лига правде Зака Снајдера (енгл. Zack Snyder's Justice League), често се назива и „Снајдеров рез” (енгл. Snyder Cut), је director's cut америчког суперхеројског филма Лига правде (2017) из 2021. године. Представља филм Лига правде—пети филм DC-јевог проширеног универзума (DCПУ), наставак филма Бетмен против Супермена: Зора праведника (2016), заснован на тиму Лига правде DC Comics-а—како га је намеравао редитељ Зак Снајдер пре него што је напустио продукцију. Попут биоскопског издања, филм Лига правде Зака Снајдера прати Лигу правде—Бетмена (Бен Афлек), Супермена (Хенри Кавил), Чудесну Жену (Гал Гадот), Киборга (Реј Фишер), Аквамена (Џејсон Момоа) и Флеша (Езра Милер)—док покушавају да спасу свет од катастрофалне претње Дарксајда (Реј Портер), Степенвулфа (Кирнан Хајндс) и њихове војске Парадемона.
Филм Лига правде, издат 2017. године од стране Warner Bros.-а, претрпео је тешку продукцију. Његов сценарио претрпео је велике промене пре и током продукције између 2016. и 2017. У мају 2017. године, Снајдер је поднео оставку током постпродукције након смрти своје ћерке, и Џос Видон је ангажован да заврши филм, довршавајући га као нерегистрованог редитеља. Видон је надгледао поновна снимања и друге промене које су укључивале светлији тон и више хумора, и значајно смањио време рада у складу са мандатом Warner Bros.-а. Биоскопска верзија филма Лига правде добила је помешане критике и била је разочарање на благајнама, водећи Warner Bros.-а да преиспитати будућност DCПУ-а и усредсредити се на развијање филмова око појединачних ликова са мање обзира на заједнички наратив.
Како су се појавили детаљи о проблематичној продукцији филма и његовом стању пре него што је Снајдер одступио, многи обожаваоци су изразили интересовање за алтернативни рез који је вернији Снајдеровој визији. Обожаваоци и чланови глумачке и читаве екипе поднели су молбу за издање ове верзије, коју су прозвали Снајдеров рез. Упућени у индустрију сматрали су да је издање мало вероватно. Међутим, Warner Bros. је одлучио да крене даље у фебруару 2020. године; а у мају је Снајдер најавио да ће оригинални рез бити издат као Лига правде Зака Снајдера путем стриминг услуге HBO Max. Извршење визуелних ефеката, партитура и монтаже коштало је око 70 милиона америчких долара, са новим материјалом снимљеним у октобру 2020. Издање је првобитно било планирано и као мини-серија од шест епизода и као четворосатни филм, али је концепт мини-серије укинут јануара 2021. године. Филм је посвећен успомени на Снајдерову ћерку Отум.
Филм Лига правде Зака Снајдера издат је 18. марта 2021. године на HBO Max-у у Сједињеним Државама и истог дана на HBO Go-у у Србији. Критичари су га генерално сматрали побољшањем биоскопске верзије из 2017. године, уз похвале за Снајдерову режију, карактеризације, глумачке наступе, партитуре и визуелне ефекте, али неки су сматрали да је његово четворосатно трајање претерано.

## Радња
Пре хиљаде година, Дарксајд и његови Парадемони покушали су да освоје Земљу користећи матичне кутије након што су сазнали да је Земља антиживотна једначина. Покушај је онемогућен јединственим савезом Старих богова, Амазонки, Атлантиђана, човечанства и Зеленог Фењера. После битке, кутије су биле сакривене на различитим локацијама, које су чувале Амазонке, Атлантиђани и човечанство. У садашњости, Суперменова смрт покреће реактивацију кутија, привлачећи на Земљу Степенвулфа, осрамоћеног поручника Дарксајда. Степвулф има за циљ да поврати наклоност Дарксајда скупљањем кутија како би се формирало „Јединство”, које би трансформисало Земљу налик на њихов свет Апоколипс.
Степенвулф преузима матичну кутију са Темискире, подстичући краљицу Хиполиту да упозори своју ћерку Дајану Принс. Дајана прима поруку и сазнаје за догађаје повезане са Дарксајдом и Степенвулфом. Она обавештава Бруса Вејна. Брус и Дајана настоје да оформе тим надљуди који ће заштитити Земљу. Брус проналази Артура Карија и Барија Алена, док Дајана проналази Виктора Стоуна. Бари се придружује одмах, док Артур и Виктор одбијају. Међутим, Виктор се придружује након што су његов отац Сајлас и још неколико радника S.T.A.R. Labs-а киднапују Парадемони тражећи људску матичну кутију. Степенвулф напада атлантску предстражу да би преузео њихову кутију, присиљавајући Артура на акцију.
Тим добија информације од комесара полиције Готам Ситија Џејмса Гордона, водећи их до Степенвулфове војске у напуштеном објекту испод луке Готама. Иако група спашава отете запослене, објекат је поплављен током борбе, заробљавајући тим док Артхур не помогне одложити поплаву како би могли да побегну. Виктор узима последњу матичну кутију, коју је сакрио, да би је група анализирала. Виктор открива да је Сајлас користио кутију за обнову његовог тела након саобраћајне несреће и да су кутије „машине промене” које несметано спроводе вољу свог господара, уништавајући или враћајући у живот без пристрасности. Група одлучује да користи кутију за васкрсавање Супермена за помоћ у борби са Степенфулфом. Бари и Виктор ексхумирају Суперменово тело и смештају га у амнионску течност генезе коморе у криптонском броду који се налази у S.T.A.R. Labs-у. Након што Бари активира матичну кутију, амнезијски Супермен васкрсава, одмах нападајући групу након што га Викторова кибернетика циља у самоодбрани. Лоис Лејн долази тачно на време да смири Супермена, спречавајући га да убије Бруса. Заједно, Лоис и Супермен одлазе у његову породичну кућу у Смолвилу, где му се враћају успомене и поново се састаје са мајком Мартом Кент.
Степенвулф напада S.T.A.R. Labs и преузима последњу матичну кутију, мада Сајлас успева да је напуни ласерском топлотом по цену сопственог живота, омогућавајући Виктору да је прати пратећи топлоту. Без Супермена, пет јунака путује тамо где Степенвулф жели да сједини кутије. Тим се бори са Парадемонима да би стигао до кутија, али не може довољно да одврати Степенвулфа да би их Виктор раздвојио. Супермен стиже и савлада Степенвулфа, али кутије се спајају формирајући Јединство, изазивајући масивну експлозију. Бари улази у брзинску силу и обрће време, омогућавајући Супермену и Виктору да одвоје кутије. Хероји убијају Степенвулфа и бацају његово тело кроз портал до Апоколипса. Ипак, Дарксајд уверава свог слугу ДеСада да ће се вратити на Земљу са њиховом флотом да доврши своју потрагу за антиживотном једначином.
Након битке, Брус, Дајана и Алфред Пениворт договарају се да успоставе базу операција у бившем властелинству Вејнових. Како тим успоставља, Дајана добија још једну поруку од Амазонки, Бари стиче посао у полицијској управи Сентрал Ситија који импресионира његовог оца Хенрија, Виктора надахњује порука његовог оца да користи своје способности за добро, Артур се опрашта од Мере, и његовог ментора Нуидиса Вулка док иде код оца, и Супермен наставља свој живот као извештач Кларк Кент и као заштитник Земље.
Лекса Лутора, који је побегао из луднице Аркам, посећује Слејд Вилсон, којем Лутор открива Бетменов тајни идентитет. Након што је имао ноћну мору у којој су учествовали Виктор, Бари, Мера, Вилсон, Џокер и зли Супермен у постапокалиптичном свету, Брусу долази у посету Марсовац Ловац на главе, који је претходно посетио Лоис прерушен у Марту. Захваљује Брусу што је окупио тим пре него што је рекао да ће бити у контакту у припреми за наредне планове Дарксајда.

## Улоге
| Глумац             | Улога                                                  |
| ------------------ | ------------------------------------------------------ |
| Бен Афлек          | Брус Вејн / Бетмен                                     |
| Хенри Кавил        | Кларк Кент / Супермен                                  |
| Ејми Адамс         | Лоис Лејн                                              |
| Гал Гадот          | Дајана Принс / Чудесна Жена                            |
| Реј Фишер          | Виктор Стоун / Киборг                                  |
| Џејсон Момоа       | Артур Кари / Аквамен                                   |
| Езра Милер         | Бари Ален / Флеш                                       |
| Вилем Дафо         | Нуидис Вулко                                           |
| Џеси Ајзенберг     | Лекс Лутор                                             |
| Џереми Ајронс      | Алфред Пениворт                                        |
| Дајана Лејн        | Марта Кент                                             |
| Кони Нилсен        | краљица Хиполита                                       |
| Џеј Кеј Симонс     | Џејмс Гордон                                           |
| Киран Хајндс       | Степенвулф                                             |
| Рајан Џенг         | Рајан Чој                                              |
| Амбер Херд         | Мера                                                   |
| Џо Мортон          | Сајлас Стоун                                           |
| Лиза Ловен Конгсли | Меналип                                                |
| Дејвид Тјулис      | Арес                                                   |
| Џаред Лето         | Џокер                                                  |
| Карен Брајсон      | Елинор Стоун                                           |
| Кирси Клемонс      | Ајрис Вест                                             |
| Реј Портер         | Дарксајд                                               |
| Питер Гинис        | ДеСад                                                  |
| Хари Леникс        | Џ'он Џ'онз / Калвин Свонвик / Марсовски Ловац на главе |